# Episodi di Fiabe ungheresi (sesta stagione)
La sesta stagione di Fiabe ungheresi è stata prodotta nel 2002 e trasmessa da Magyar Televízió nello stesso anno. In Italia è stata trasmessa da Rai Tre nel 2005.
| n° | Titolo originale                    | Titolo italiano                | Prima TV Ungheria | Prima TV Italia |
| -- | ----------------------------------- | ------------------------------ | ----------------- | --------------- |
| 1  | A szegény ember hegedűje            | Il canto del violino           | 2002              | 2005            |
| 2  | A kékfestőinas                      | Il sogno                       | 2002              | 2005            |
| 3  | Hetet egy csapásra                  | Sette in un colpo              | 2002              | 2005            |
| 4  | A kerek kő                          | La pietra rotonda              | 2002              | 2005            |
| 5  | A kővé vált királyfi                | Il principe di pietra          | 2002              | 2005            |
| 6  | Szegény ember meg a lova            | L'uomo povero e il suo cavallo | 2002              | 2005            |
| 7  | A kis kakas és a sövény             |                                | 2002              | 2005            |
| 8  | A papucsszaggató királykisasszonyok | Il mistero delle scarpe        | 2002              | 2005            |
| 9  | Angyalbárányok                      | Gli agnelli del signore        | 2002              | 2005            |
| 10 | Szusza                              |                                | 2002              | 2005            |
| 11 | Az aranyszőrű bárány                | L'agnello dorato               | 2002              | 2005            |
| 12 | A bűbájos lakat                     | Il lucchetto magico            | 2002              | 2005            |
| 13 | Cerceruska                          | Pollicina                      | 2002              | 2005            |